# 奧芬峰
46°23′13″N 8°19′07″E / 46.38694°N 8.31861°E

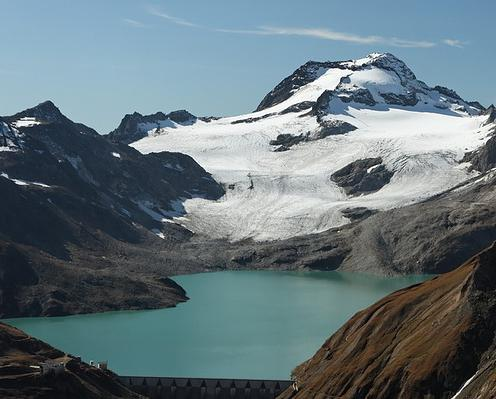

奧芬峰（義大利語：Punta d'Arbola），是歐洲的山峰，位於瑞士和意大利接壤的邊境，屬於勒蓬廷阿爾卑斯山脈的一部分，南面是福爾馬扎，該山峰海拔高度3,235米。

## 外部連結
- Ofenhorn on Hikr （页面存档备份，存于）